# Oligoxystre dominguense
Oligoxystre dominguense is een spinnensoort in de taxonomische indeling van de vogelspinnen (Theraphosidae).
Het dier behoort tot het geslacht Oligoxystre. De wetenschappelijke naam van de soort werd voor het eerst geldig gepubliceerd in 2007 door Guadanucci.